# Liste der Gouverneure von Mato Grosso do Sul

Wappen von Mato Grosso do Sul

Die Liste der Gouverneure von Mato Grosso do Sul gibt einen Überblick über die Gouverneure des brasilianischen Bundesstaats Mato Grosso do Sul seit Gründung des Staates.
Die eigenständige Regierungsgeschichte von Mato Grosso do Sul beginnt mit der Ausgliederung aus Mato Grosso, beschlossen am 10. Oktober 1977, und der Installation als Staat am 1. Januar 1979.
Amtssitz des Gouverneurs ist seit 1983 das Governadoria de Mato Grosso do Sul in Campo Grande innerhalb des Regierungsgebäudekomplexes Parque dos Poderes Governador Pedro Pedrossian.

## Militärdiktatur (Fünfte Republik, 1964–1985)
| Nr. | Name                    | Bild | Partei | Beginn der Amtszeit | Ende der Amtszeit |
| --- | ----------------------- | ---- | ------ | ------------------- | ----------------- |
| 1   | Harry Amorim Costa      |      | ARENA  | 1. Jan. 1979        | 12. Juni 1979     |
| –   | Londres Machado interim |      | ARENA  | 13. Juni 1979       | 30. Juni 1979     |
| 2   | Marcelo Miranda Soares  |      | PDS    | 30. Juni 1979       | 28. Okt. 1980     |
| –   | Londres Machado interim |      | PDS    | 28. Okt. 1980       | 7. Nov. 1980      |
| 3   | Pedro Pedrossian        |      | PDS    | 7. Nov. 1980        | 14. März 1983     |

## Neue Republik (Sechste Republik, seit 1985)
| Nr. | Name                                               | Bild         | Partei | Beginn der Amtszeit | Ende der Amtszeit |
| --- | -------------------------------------------------- | ------------ | ------ | ------------------- | ----------------- |
| 4   | Wilson Barbosa Martins                             |              | PMDB   | 15. März 1983       | 14. Mai 1986      |
| 5   | Ramez Tebet                                        |              | PMDB   | 14. Mai 1986        | 15. März 1987     |
| 6   | Marcelo Miranda Soares                             |              | PMDB   | 15. März 1987       | 15. März 1991     |
| 7   | Pedro Pedrossian                                   |              | PTB    | 15. März 1991       | 31. Dez. 1994     |
| 8   | Wilson Barbosa Martins                             |              | PMDB   | 1. Jan. 1995        | 31. Dez. 1998     |
| 9   | José Orcírio Miranda dos Santos genannt Zeca do PT |              | PT     | 1. Jan. 1999        | 1. Jan. 2003      |
| 9   | José Orcírio Miranda dos Santos genannt Zeca do PT | 1. Jan. 2003 | PT     | 1. Jan. 2007        |                   |
| 10  | André Puccinelli                                   |              | PMDB   | 1. Jan. 2007        | 1. Jan. 2011      |
| 10  | André Puccinelli                                   | 1. Jan. 2011 | PMDB   | 1. Jan. 2015        |                   |
| 11  | Reinaldo Azambuja                                  |              | PSDB   | 1. Jan. 2015        | 1. Jan. 2019      |
| 11  | Reinaldo Azambuja                                  | 1. Jan. 2019 | PSDB   | 1. Jan. 2023        |                   |
| 12  | Eduardo Riedel                                     |              | PSDB   | 1. Jan. 2023        | -                 |